# Hugh Kenner
William Hugh Kenner (7. ledna 1923 Peterborough – 24. listopadu 2003 Athens) byl kanadský literární teoretik a historik.
Na Torontské univerzitě byl žákem Marshalla McLuhana, který později napsal i předmluvu k první Kennerově knize Paradox in Chesterton. Byl přítelem Ezry Pounda, o němž napsal svou druhou knihu The Poetry of Ezra Pound. Jeho dalšími velkými tématy byly James Joyce, Thomas Stearns Eliot či Samuel Beckett.

## Publikace
- Paradox in Chesterton (1947)
- The Poetry of Ezra Pound (1951)
- Wyndham Lewis: A Critical Guidebook (1954)
- Dublin's Joyce (1956)
- Gnomon: Essays in Contemporary Literature (1959)
- The Art of Poetry (1959)
- The Invisible Poet: T. S. Eliot (1959)
- Samuel Beckett: A Critical Study (1961)
- The Stoic Comedians: Flaubert, Joyce, and Beckett (1962)
- The Counterfeiters: An Historical Comedy (1968)
- The Pound Era (1971)
- Bucky: A Guided Tour of Buckminster Fuller (1973)
- A Reader's Guide to Samuel Beckett (1973)
- A Homemade World: The American Modernist Writers (1975)
- Geodesic Math and How to Use It (1976)
- Joyce's Voices (1978)
- Ulysses (1980)
- The Mechanic Muse (1987)
- A Colder Eye: The Modern Irish Writers (1983)
- A Sinking Island: The Modern English Writers (1988)
- Mazes: Essays (1989)
- Historical Fictions: Essays (1995)
- Chuck Jones: A Flurry of Drawings (1994)
- The Elsewhere Community (2000)